# Isidore Ramishvili
Isidore Ramishvili (in georgiano ისიდორე რამიშვილი?, in russo Исидор Иванович Рамишвили?, Isidor Ivanovič Ramišvili; Surebi, 6 luglio 1859 – Tbilisi, 3 gennaio 1937) è stato un politico georgiano.

## Biografia
Durante la rivoluzione russa del 1905 fu eletto nella prima Duma di Stato per il governatorato di Kutaisi e divenne uno dei principali deputati della fazione menscevica del Partito Operaio Socialdemocratico Russo. Nel 1908, secondo alcune fonti, presiedette il tribunale rivoluzionario che avrebbe sancito l'espulsione di Iosif Stalin dal POSDR. Nello stesso anno venne arrestato dalla polizia zarista ed esiliato ad Astrachan' fino alla Rivoluzione di febbraio del 1917. Fu per un breve periodo membro del comitato esecutivo del Soviet di Pietrogrado, ma dopo la Rivoluzione d'ottobre rientrò in Georgia, dove fu eletto all'Assemblea Costituente della Repubblica Democratica di Georgia nel 1919. Dall'estate 1918 al settembre 1920 fu inviato del Governo della Georgia. Si ritirò dalla politica dopo l'instaurazione del potere sovietico in Georgia.